# Chica Halcón (Kendra Saunders)
Kendra Saunders es una superheroína ficticia que aparece en los cómics estadounidenses publicados por DC Comics. Fue creada por los escritores James Robinson y David S. Goyer y el artista Scott Benefiel, y apareció por primera vez en JSA: Secret Files and Origins #1 (agosto de 1999). Es la tercera y la actual versión de Chica Halcón (Hawkgirl en inglés). Saunders es representada como una hispanoamericana siendo la última en un ciclo de reencarnaciones y además difiere de su encarnación pasada en su reticencia a aceptarse a sí misma como la reencarnación de un ser singular, distanciándose así de los aspectos recurrentes de sus vidas pasadas. Como la heroína Chica Halcón, es una guerrera prácticamente inmortal que ha servido como miembro destacada tanto de la Liga de la Justicia como de la Sociedad de la Justicia de América.
Saunders ha aparecido en varias adaptaciones. Destaca su participación en la serie web animada DC Super Hero Girls, con la voz de Nika Futterman. En acción real, fue interpretada por Ciara Renée en la serie de televisión del Arrowverso de The CW, The Flash, debutando en el final de la primera temporada, y además apareciendo en el crossover del Arrowverso, Heroes Join Forces, y protagonizando la primera temporada de la serie Leyendas del mañana. Isabela Merced interpreta al personaje en el Universo DC a partir de la película Superman (2025).

## Historial de publicaciones
La nueva Chica Halcón se presentó como parte del resurgimiento de la revista mensual de la SJA en 1999. La nueva Chica Halcón es Kendra Saunders, la nieta del primo de la Chica Halcón de la Edad de Oro, Speed Saunders. Chica Halcón seguiría apareciendo regularmente en la serie mensual de la SJA y posteriormente en la serie mensual del Hombre Halcón. En 2006, la serie mensual del Hombre Halcón, que aún se encontraba en curso, se renombró como Chica Halcón a partir del número 50 como parte del salto de Un año después, donde Kendra reemplazó al Hombre Halcón como personaje principal. La serie de cómics de Chica Halcón finalmente terminó con el número 66.
Kendra fue una miembro recurrente de las Aves de Presa. Oráculo le pidió ayuda por primera vez en el número 104 para lidiar con los Seis Secretos, por lo cual Oráculo la recompensó con un automóvil. A lo largo del arco argumental ruso, Chica Halcón formó parte del equipo y desarrolló una rivalidad con Escándalo Salvaje, una miembro de los Seis Secretos.
Kendra fue miembro de la Liga de la Justicia de América en su relanzamiento, pero abandonó el equipo debido a sus lesiones sufridas en Crisis final. Kendra y el Hombre Halcón original (Carter Hall) fueron asesinados durante la historia de La noche más oscura, Katar Hol había sido asesinado previamente en una batalla final contra el Dios Halcón, y Carter, quien se había reencarnado en un cuerpo nuevo, lo reemplazó como compañero de Chica Halcón. Carter y Shiera Sanders Hall resucitaron después de La noche más oscura, pero Kendra fue asesinada nuevamente.

## Biografía del personaje ficticio
Kendra Saunders es una joven hispanoamericana que se suicida. Cuando el alma de Kendra abandona su cuerpo, el alma de la prima hermana de su abuelo, Shiera Sanders Hall, la Chica Halcón de la Edad de Oro y la esposa de Carter Hall, entra en ella, convirtiendo a Kendra en una walk-in. Su abuelo, el exagente de la OSS y un aventurero trotamundos, Speed Saunders, la reconoce, en parte debido a un cambio en el color de sus ojos, y la anima a aceptar su destino como la «nueva» Chica Halcón.
Kendra tiene una hija llamada Mia, que no aparece pero se la menciona.
Aún creyendo ser Kendra, debuta como una heroína usando el equipamiento de la Chica Halcón original y parte en busca de un ser llamado el Niño del Destino (en realidad, su propio hijo reencarnado, Hector Hall). Esto la lleva a una reunión con la Sociedad de la Justicia y a su incorporación en ese equipo.
Conserva todos sus recuerdos como Kendra, pero casi ninguno como Shiera, a excepción de sus experiencias de lucha. Esto le crea tensión con el Hombre Halcón, debido a que este recuerda todas sus vidas pasadas juntos y cree que están destinados el uno al otro. Kendra fue presentada como una joven muy problemática, atormentada por el asesinato de sus padres a manos de un policía corrupto y confundida por su tormenta de recuerdos y sentimientos. Kendra actúa como la compañera del Hombre Halcón, pero recién posteriormente comienza a admitir su atracción hacia él. La verdad sobre la identidad de Kendra finalmente es revelada por el ángel Zauriel.
Kendra es una de las heroínas que lucha en el espacio durante la Guerra Rann-Thanagar. Después de los eventos de Crisis Infinita, un mal funcionamiento del transportador del Rayo Zeta hiere a muchos de los superhéroes en el espacio, incluida Chica Halcón, lo que la hace crecer más de seis metros de altura. Algún tiempo después, cuando recupera su estatura normal, se muestra a Kendra viviendo en St. Roch, Luisiana, trabajando en el Museo Stonechat y protegiendo la ciudad como Chica Halcón.
Kendra también es una miembro que regresa a la nueva Liga de la Justicia, tras haber servido eficazmente con el equipo cuando los miembros originales estaban desaparecidos. La creciente relación entre Chica Halcón y Flecha Roja se convierte en una de las principales subtramas de la serie. Chica Halcón pronto se vuelve 100% Kendra. Mientras que el alma de Shiera abandona el cuerpo de Kendra y se va al más allá, con Shiera esperando que su fallecimiento finalmente elimine la maldición de Hath-Set.

### Hombre HalcónVol. 4 (2002–2006)
En la serie de cómics mensual del Hombre Halcón, Chica Halcón es presentada como una joven muy afligida, que busca claridad sobre el asesinato de sus padres por parte de un policía corrupto y que está confundida por su revoltijo de recuerdos y sentimientos. Tiene todos los recuerdos de Kendra, pero casi ninguno de los de Shiera. Esto crea tensión con el Hombre Halcón debido a que este recuerda todas sus vidas pasadas juntos y cree que están destinados el uno para el otro. Ella opera como la compañera del Hombre Halcón, pero finalmente comienza a admitir su atracción hacia él.
Una de las vidas pasadas de Kendra se revela como la cazarrecompensas Cinnamon, una reencarnación de la princesa egipcia Chay-Ara. Como tal, se convierte en la amante de la reencarnación del Príncipe Khufu, el héroe Nighthawk. Cuando Cinnamon es asaltada por un ladrón, el Caballero Jim Craddock, Nighthawk lo cuelga, atando así su destino al de ellos. Cinnamon, junto con Nighthawk, es asesinada luego por la última encarnación de Hath-Set, su mayor enemigo.
Kendra finalmente se encuentra con la oficial de policía Mujer Halcón, quien busca a su compañero desaparecido Katar Hol, previamente poseído por una criatura conocida como el Avatar Halcón. Shayera Thal también busca arrestar al criminal thanagariano Byth Rok, y le pide ayuda a Kendra. Trabajando juntas, logran derrotar al villano. Antes de partir hacia Thanagar con Byth como su prisionero, la Mujer Halcón le entrega a la Chica Halcón su arnés como símbolo de su recién formada amistad.
Chica Halcón siente que no es la primera persona a la que el Hombre Halcón recurre en un momento de crisis, tratándola como una damisela en apuros incapaz de defenderse, y degradando su posición tanto ante la Sociedad de la Justicia de América como en su alianza dual. Kendra también observa que él la trata con frecuencia como una compañera, una relación que ella niega, queriendo ser vista como su igual. Hacia el final de la serie, Chica Halcón le revela todos sus sentimientos a Carter, lo que provoca que él se disculpe admitiendo además que la estuvo tratando mal todo el tiempo. La historia termina con una nota romántica, con los Halcones luchando juntos durante la Guerra Rann-Thanagar.

### Chica Halcón, la serie
La serie mensual en curso del Hombre Halcón fue retitulada como Chica Halcón, con Kendra reemplazando a Carter como personaje principal. Chica Halcón es vista protegiendo St. Roch, Luisiana, en ausencia del Hombre Halcón, y trabajando en el Museo Stonechat. Ella también lucha contra Khimaera varias veces, finalmente matándola. Más tarde, es secuestrada y sometida a juicio simulado por alta traición contra su gente por un grupo criminal de thanagarianos rebeldes, por instigación de Blackfire. Después de ser declarada culpable, uno de los rebeldes le ata las manos a la espalda, le cubre la boca con un trozo de cinta adhesiva e intenta ejecutarla en la horca, con lo cual Kendra descubre que puede flotar sin sus alas, y por lo tanto, puede fingir su muerte y derrotar a los criminales. Kendra entonces se convierte en un objetivo directo de Blackfire, quien decide ir a la Tierra para matar ella misma a la Chica Halcón y al Hombre Halcón. Sin embargo, los Halcones juntos la derrotan y le quitan sus poderes.
Kendra lucha más tarde junto a las Furias de Darkseid cuando St. Roch es atacado por un arma maligna y apocalíptica de Apokolips, un Gizmoide Beta-3 robado. Resultando que el Gizmoide está vinculado al antiguo enemigo de los Halcones, Hath-Set, debido a que fue traído a la Tierra hace siglos, escondido en un vaso canopo, aterrizando en el Antiguo Egipto durante el reinado de Hath-Set.
Debido a los esfuerzos de Hath-Set para recuperar el frasco, el Gizmoide se reactiva cerca del Museo Stonechat. Según su programación, detecta a la Chica Halcón y, al elegirla como modelo, asume su forma para comenzar la erradicación de la Tierra. Rastreándola, las Furias llegan en el Tubo de Explosión, pero quedan inconscientes.
Como una versión mecanizada gigante de la Chica Halcón, el Gizmoide comienza a atacar a St. Roch con su arsenal de armamento. Bernadeth y las otras Furias intentan destruirlo, pero no tienen éxito. Sin embargo, gracias a su breve conexión con el Gizmoide, Chica Halcón descubre una debilidad que le permite a ella y las Furias derrotarlo.
El plan de Chica Halcón funciona y el Gizmoide se desmorona, pero después la vampirica Bloody Mary, una de las Furias, ataca a Chica Halcón mientras esta yace inconsciente. Afortunadamente, Danny Evans había estado siguiendo la batalla y aparece justo a tiempo. Evans se las arregla para retrasar a Bloody Mary el tiempo suficiente como para que Chica Halcón despierte y la someta. Las Furias recogen a Bloody Mary y agradecen de mala gana a Chica Halcón por sus esfuerzos antes de partir.
Kendra finalmente decide luchar contra su enemigo mortal, Hath-Set, quien la había estado espiando durante algún tiempo. Chica Halcón comienza a acercarse a encontrarlo con la ayuda de Batman, Superman y Oráculo. Durante su búsqueda, Kendra es secuestrada por Hath-Set y llevada a Egipto. El Hombre Halcón la persigue en una misión de rescate, pero es capturado y encarcelado por los secuaces de Hath-Set. Mientras tanto, Chica Halcón logra liberarse, se encuentra con Hath-Set, y después de una batalla final con él, lo mata y salva al Hombre Halcón. Los dos finalmente encuentran la paz, rompiendo el ciclo de reencarnación y fracaso. Ambos pueden verse enamorándose de nuevo, pero con Chica Halcón afirmando que, esta vez, Carter debe de ganarse su amor.

### Liga de la Justicia de América
El arco argumental principal de Chica Halcón en los primeros números de Liga de la Justicia de América vol. 2 se centra en su relación con Flecha Roja. Inicialmente, ambos buscan una aventura, pero luego se enamoran, e incluso Chica Halcón conoce a su hija Lian, fruto del antiguo romance de Flecha Roja con Cheshire.
Su relación se convierte en una de las principales subtramas de la serie, con la desaprobación de Canario Negro sobre la relación trayéndole cierta tensión a ambos. Además, Power Girl le aconseja a Flecha Roja que no se involucre con Chica Halcón, debido a que ella está destinada a regresar eventualmente con el Hombre Halcón. A pesar de todo, los dos comienzan a salir, y la Liga de la Justicia se entera más tarde de su relación después de que Tornado Rojo sorprende a Chica Halcón y Flecha Roja durmiendo juntos.
Este fue el comienzo de una relación turbulenta, con las relaciones pasadas, la crianza de los hijos y la incapacidad de expresar mutuamente sus sentimientos causando problemas. El dolor constante de Flecha Roja debido a la ausencia de Cheshire, y los sentimientos encontrados de Chica Halcón con respecto al Hombre Halcón generan tensión en su romance, provocando peleas frecuentes entre la pareja. Finalmente, la relación se disuelve y Flecha Roja abandona la Liga de la Justicia.
Durante una misión con la Liga de la Justicia en el Prison Planet, Chica Halcón descubre otra habilidad proporcionada por el Metal N: el poder de debilitar las fuerzas extraídas de la estructura del espacio-tiempo. Por lo tanto, Kendra fue la única miembro que no se vio afectada por Kanjar Ro, lo que le permitió luchar contra el villano y rescatar a sus amigos. Chica Halcón luego abandona la Liga de la Justicia debido a sus heridas sufridas en Crisis final.

### La noche más oscura
En La noche más oscura # 1, se muestra a Kendra discutiendo con el Hombre Halcón sobre si visitar o no la tumba de Jean Loring con Atom. Mientras los dos héroes discuten, los cadáveres reanimados de Ralph Dibny y Sue Dibny, ahora miembros del Black Lantern Corps, ingresan al santuario del Hombre Halcón. Los Linternas Negras atacan y Sue empala a Chica Halcón con una lanza. Ralph se burla del Hombre Halcón, diciéndole que Chica Halcón nunca lo amó, una afirmación que ella refuta con su último aliento. El Hombre Halcón muere poco después, y ambos héroes son posteriormente reanimados como Linternas Negras por el propio Mano Negra.
Durante la batalla en Ciudad Costera, Atom es elegido por la Tribu Indigo para ser más efectivo contra las fuerzas de Nekron. Atom le ordena a Indigo-1 que mantenga en secreto su participación en el despliegue de las tropas y le pide que lo ayude a encontrar una manera de resucitar legítimamente al Hombre Halcón y la Chica Halcón. En la batalla final, el dúo es transformado por Hal Jordan en el White Lantern Corps y tras la destrucción de Nekron, ambos resucitan. Luego, Chica Halcón afirma recordar todas sus vidas pasadas, luego se desenmascara y se revela como Shiera, reuniéndose alegremente con Carter.

### Brightest Day
En el crossover de Brightest Day, Carter y Shiera siguen a Hath-Set, que ha recogido los huesos de todos sus cuerpos pasados y ha creado a partir de ellos un portal a Hawkworld. Mientras está allí, la Entidad le dice a Shiera que evite que Hath-Set mate a Carter porque si muere una vez más, no volverá a experimentar el ciclo de resurrección. Shiera es atacada en la mazmorra de Hawkworld y capturada por Hath-Set. Luego es llevada a la Reina de Hawkworld, quien le revela a Shiera que ella es su madre. Hawkgirl está atada por Hath-Set y la Reina Khea a la puerta de entrada, y la golpean para atraer a Hawkman a la ubicación. Hawkman y su grupo de panteras atacan el mundo natal de los Manhawks. Cuando Hawkman llega y llama su atención, Shiera da vuelta las mesas en Hath-Set y usa sus piernas para romperle el cuello, matándolo. Mientras tanto, Hawkman está en manos del control de la Reina Khea sobre la maza y armadura metálica Nth, y ella pone a Carter con Shiera. La reina Khea abre la puerta de entrada y entra en el portal al mundo natal de Zamaron. Cuando llega al mundo natal de Zamaron, Star Sapphire (Carol Ferris) los libera a ambos para detener la invasión de la reina Khea. Hawkgirl pronto se enfrenta a su madre, pero el Depredador siente la falta de amor dentro del vínculo del corazón de Khea con ella y no sabe si realmente es capaz de contener el poder del amor verdadero.
El Depredador convierte a Khea en su anfitrión, pero Shiera y Carter logran separarlos apuñalando a Khea al mismo tiempo con armas hechas de cristales zamaronianos. Los huesos de las vidas pasadas de Hawkman y Hawkgirl se separan de la puerta de entrada y, animados por el poder de la luz violeta del amor, agarran a Khea y la encarcelan en la batería de energía central de Zamaron. Shiera y Carter, con sus dos misiones cumplidas, recuperan sus vidas y Carol los teletransporta a los dos de vuelta al museo de St. Roch. Allí, la pareja, feliz por finalmente derrotar la maldición, comienza a quitarse la ropa para hacer el amor, pero de repente son interrumpidos por la aparición de Deadman, traído allí por su anillo blanco. El anillo les da a Shiera y Carter una orden de que deben vivir por separado para vivir una vida más fuerte (porque aprecian el amor más que la vida misma), pero cuando Carter responde diciendo que no van a vivir separados de nuevo, el anillo responde "Que así sea "y desata una ráfaga de luz blanca que convierte a Hawkman y Hawkgirl en polvo blanco, mientras que Deadman mira con horror. Deadman ordena que el anillo resucite a Hawkman y Hawkgirl, pero el anillo se niega y le dice que Hawkgirl es única y que le devolvió la vida para superar lo que la detuvo en su vida pasada porque es esencial para salvar la Tierra.
Cuando el "Avatar Oscuro" dio a conocer su presencia, se revela que Hawkgirl y Hawkman son parte de los Elementales. La Entidad los transformó para convertirse en el elemento aire y proteger el bosque de Star City del Avatar Oscuro, que parece ser la versión Black Lantern de Swamp Thing. Los Elementales se fusionan con el cuerpo de Alec Holland para que la Entidad lo transforme en la nueva Cosa del Pantano y luche contra el Avatar Oscuro. Después de que el Dark Avatar es derrotado, Swamp Thing parece haber devuelto a los Elementales a la normalidad; sin embargo, cuando Hawkman busca a Shiera, descubre que ella no fue traída de regreso como él. Más tarde, Swamp Thing le dice que Shiera está en todas partes, revelando que ella sigue siendo el elemental del aire. Después, Hawkman regresa a casa gritando "Shiera".

### Los nuevos 52
En 2011, DC Comics reinició su continuidad como parte del evento editorial The New 52. Después de esto, una versión reinventada de Kendra Saunders de Hawkgirl aparece en el cómic Earth 2, ambientada en la realidad paralela de esa designación. Su origen completo no se ha revelado más que alguna insinuación de sus antecedentes como parte de un programa secreto que incluía a Al Pratt. Más tarde se reveló que Kendra Muñoz-Saunders es un cazador de tesoros profesional, y fue contratado por el Ejército Mundial antes de que ocurriera un evento no revelado en Egipto que resultó en el injerto de alas en la espalda de Kendra, al mismo tiempo que Khalid Ben-Hassin encontrado el casco del destino.
Algún tiempo después, Kendra se reunió con Flash en Europa. Ella fue guiada por cierto Destino en cuanto a dónde podría encontrarlo. Juntos, fueron a Washington D. C. y pelearon contra Solomon Grundy, sin mucho éxito. Posteriormente se les unió Green Lantern y, posteriormente, Atom. Para derrotar a Grundy, Green Lantern lo sacó de la atmósfera de la Tierra y lo dejó en la luna.
A pesar de su ayuda contra Grundy, el átomo, por orden del Ejército Mundial, intentó capturar a Hawkgirl, pero ella escapó con la ayuda de Flash. Green Lantern luego regresó a la Tierra después de eliminar el peligro de los misiles nucleares que el Ejército Mundial lanzó bajo el consejo de Terry Sloan. Desafortunadamente, se había quedado sin poder, después de usar tanto para derrotar a Grundy. Fue salvado por Hawkgirl, quien lo atrapó en plena caída libre.
Hawkgirl luego visitó el departamento de Alan Scott, quien todavía estaba de luto por la muerte de su compañero Sam. Las habilidades de detective de Hawkgirl le permitieron descubrir que Alan y Green Lantern eran lo mismo. Ella trató de convencerlo de unirse a ella y al Flash para formar un equipo contra el peligro que se avecinaba. Desde entonces, Hawkgirl junto a Flash, Green Lantern y Doctor Fate formaron las Maravillas del Mundo.
Durante los eventos de The Tower of Fate, Hawkgirl se ve a Nueva Orleans tratando de hacer que Khalid se una a ella en un intento de luchar contra la guerra con Apokolips. Más tarde, se la muestra en Luisiana localizando una célula parademon, Green Lantern aparece y le pide ayuda para descubrir por qué asesinaron a su esposo. Junto con Kendra, Alan logra aprender mucho más sobre Sam, y en el lapso de unas pocas horas la cazadora del tesoro ha superado por completo a todos los detectives contratados anteriormente por el Sr. Zhao. Están volando sobre el puerto chino cuando Kendra nota que han llegado al punto donde se suponía que había una pista, ya que uno de los contenedores contiene algo que está relacionado con la muerte de Sam. Sin embargo, una vez que abren el contenedor, Alan y Kendra descubren para su sorpresa que numerosos Parademonios muertos se amontonaron uno encima del otro. Sorprendidos por sus hallazgos y preguntándose cómo mató a Sam, deciden dar marcha atrás a su fuente anterior, el líder de la mafia Eddie Kai.
Desafortunadamente, antes de que puedan continuar su búsqueda, el Verde se acerca a Alan y le ruega que regrese a América. Si bien Alan se resiste tanto como puede, la fuerza del comando resulta demasiado irresistible y se ve obligado a dejar a Kendra a pesar de sus protestas, cuando se va, le ruega a Kendra que siga buscando en su lugar. Todavía ayudando a Alan con su problema, Hawkgirl se ve en un cementerio buscando respuestas, allí es atacada por Apokorats genéticamente mejorados montados por guerreros Apokolips, Batman la ayuda y le dice que busque a Kanto, el asesino de Apokolips. Ella descubre que el esposo muerto de Alan estaba mezclado con la tecnología de batalla de Apokolips.
Cuando ocurrió la segunda invasión de Apokolips en la Tierra-2, las Maravillas del Mundo, intentaron salvar a la Tierra-2 de la destrucción, sin éxito, tuvieron que evacuar a un gemelo de la Tierra, solo dos millones sobrevivieron a la guerra. En 2015, la serie de seguimiento llamada Earth 2: Society mostró a los sobrevivientes de la guerra de Earth-2 con Apokolips, como Hawkgirl, Green Lantern y Flash, encontrándose en un mundo nuevo que tiene que crear una vida fresca allí.
En las historias ambientadas en Prime Earth de DC, el arco de la historia de Savage Hawkman "Hawkman Wanted" ( Savage Hawkman # 13-16, y opcionalmente los números # 0 y # 12) explica el lugar del personaje en los Nuevos 52. Shayera Thal se revela como la princesa de Thanagar, examante de Katar Hol y hermana del emperador Corsar. Inicialmente, es representada como una villana, buscando venganza contra Katar y viniendo a la Tierra para llevar a Katar ante la justicia por sus crímenes contra Thanagar y el asesinato de Corsar. Más tarde es evidente que Katar era inocente y Shayera se sorprende cuando descubre que su hermano está vivo y detrás del arresto de Katar en el intento de separar a Katar del enésimo metal y poseerlo para sí mismo. Luego se sacrifica para salvar la vida de Katar.
Siguiendo la historia de Convergencia de DC, la versión de la Edad de Plata de Hawkgirl aparece en un universo previo a la Crisis. Con la historia que tiene lugar justo después de los eventos de la aclamada miniserie Shadow of War, Hawkman y Hawkgirl han sido capturados dentro de una ciudad abovedada de Gotham City. Se les presenta trabajando como curadores en el museo de la ciudad, mientras que también luchan contra el crimen contra los thanagarianos ocultos que tenían la intención original de conquistar la Tierra, admitiendo más tarde que lo abandonaron cuando cayó la cúpula. Uno de los pícaros explica que han visto el futuro y que su universo no sobrevivirá. Hawkman y Hawkgirl miran cómo su mundo comienza a colapsar debido a la Crisis, pero también se dan cuenta de que puede haber un nuevo comienzo y vuelan con esperanza en sus corazones.

### DC Rebirth
En marzo de 2016, DC Comics desarrolló DC Rebirth, como un relanzamiento de toda su línea de cómics mensuales de superhéroes en curso. Utilizando el final de la iniciativa The New 52 en mayo de 2016 como su punto de partida, DC Rebirth restauró el Universo DC a una forma muy similar a esa antes de la historia de Flashpoint, al tiempo que incorpora numerosos elementos de The New 52, incluida su continuidad.
Después de esto, Hawkgirl hizo su primera aparición en Dark Days: The Forge y Dark Days: The Casting, que sirvió como preludio de Dark Nights: Metal.
Hawkgirl nació originalmente como Chay-Ara, la amante del príncipe egipcio Khufu. Una noche, Khufu y Chay-Ara descubrieron una nave Thanagar que había aterrizado en la Tierra. La nave estaba hecha del misterioso Nth Metal. La exposición al metal obligó a Chay-Ara y Khufu, así como a su enemigo Hath-Set, a un ciclo de reencarnación sin fin a través del tiempo y el espacio. Chay-Ara vivió innumerables vidas, antes de renacer más recientemente como Kendra Saunders, mientras que la última encarnación de su amante es Carter Hall.
Kendra Saunders hizo su debut en DC Rebirth en Dark Nights: Metal # 1, es presentada como la líder de los Blackhawks actuales, un equipo anti-apocalíptico. Buscando evitar la invasión de los Caballeros Oscuros en la Tierra, Hawkgirl advirtió a la Liga de la Justicia sobre la próxima invasión del Multiverso Oscuro y luego trabajó con la Liga para ayudarlos a derrotar a los Caballeros Oscuros. Hawkgirl también es miembro de los Hombres Inmortales, un grupo de los seres más antiguos de la Tierra. Como tal, los Inmortales le confiaron la misión de usar el Anti-Monitor cerebro astral en la Roca de la Eternidad para destruir a los Caballeros Oscuros. Sin embargo, cuando intentó hacerlo, fue interrumpida por Barbatos que la transformó en una versión de halcón oscuro de sí misma llamada Lady Blackhawk. Más tarde se reveló que debido a la influencia de Barbatos , el vínculo de Kendra con el Nth Metal se fusionó con su ser. Ahora cuenta con una fisiología alterada que recuerda a su vida pasada como tailandesa, lo que resultó en el injerto de las alas del Nth Metal en la espalda de Hawkgirl.
Hawkgirl recuperó el control de su cuerpo después de que Wonder Woman usó su Lazo de la Verdad sobre ella, restaurando los recuerdos de Kendra. Después de encontrar la maza Nth Metal de Hawkman, Wonder Woman y Hawkgirl viajaron a través de un portal a la Tierra, donde terminaron luchando contra varias versiones corruptas de la Liga de la Justicia. Durante su batalla, Hawkgirl se encontró con Hawkman poseído por la oscuridad de Barbatos. Ella pudo liberarlo de la orden del villano después de alentar a Carter a recordar todas sus vidas pasadas juntas. Después de ayudar en la derrota de Barbatos y los Caballeros Oscuros, Hawkgirl es reclutada para unirse a la nueva Liga de la Justicia.
Buscando respuestas relacionadas con sus nuevas alas del Nth Metal, Hawkgirl fue en una misión a Thanagar Prime con Detective Marciano y John Stewart. Allí Kendra se encontró con Shayera Hol, la Hawkgirl de la Edad de Plata. Shayera se muestra como la Emperatriz de Thanagar y muy protectora de los secretos del planeta. Kendra revela que Shayera es de hecho su vida anterior y Starman dice que los dos existen al mismo tiempo porque Perpetua y la Totalidad rompen la cadena de la resurrección y separan a los dos. Como tal, Kendra y Shayera son dos personas completamente separadas.
Más tarde, Kendra se enteraría de que tenía un papel fundamental en la curación del Muro Fuente que fue destruido anteriormente en el evento Dark Nights: Metal. Sus enésimas alas de Metal recibieron el poder de restaurar la integridad del Muro Fuente. Después de descubrir esto, Kendra intentó salvar el universo sacrificándose a sí misma en el Muro de la Fuente, pero su plan fue frustrado por Brainiac.
Recientemente, se anunció una nueva serie mensual en solitario de Hawkman, escrita por Robert Venditti e ilustrada por Bryan Hitch, la serie explorará la relación de Hawkgirl y Hawkman después de los eventos de Dark Nights: Metal. Hawkgirl también será miembro de la relanzada serie quincenal de la Liga de la Justicia, escrita por Scott Snyder.
Hawkgirl también se muestra como miembro del Gremio de Detectives, un grupo con los mejores detectives de la Tierra.

## Otras versiones

### DC Super Hero Girls
Dentro de la adaptación de cómics de DC Super Hero Girls, Hawkgirl es representada como una estudiante en Super Hero High, siendo una superheroína latina. Durante el tema Hits and Myths, Kendra junto a Flash, Batgirl y Bumblebee forman un equipo para ayudar a Batgirl a localizar su Batplane perdido. Rastrean el Batplane hasta un bar de la calle. Allí luchan contra Canario Negro, Silver Banshee y Jinx, durante la pelea Canario Negro escapa con Batplane, por lo que Hawkgirl, Hiedra Venenosa, Flash, Supergirl y Batgirl la persigue para recuperar el avión de combate, después de derrotar a Canario Negro recuperan con éxito el avión de combate, para celebrar su victoria, todos van a Themyscira con Wonder Woman para una fiesta de pijamas.

### Gotham City Garage
La versión de Kendra Saunders de Hawkgirl aparece en la serie Gotham City Garage. Ella es el miembro más joven de un equipo muy viejo. Se revela que los padres de Kendra fueron asesinados durante una invasión alienígena, luego fue rescatada por los Blackhawks y entrenada desde muy joven con el capitán Blackhawk. Ella se muestra usando el traje de Lady Blackhawk y el alias Kendra Blackhawk. Ella renuncia a los Blackhawks para ayudar a Gotham City Garage contra los ataques de Lex Luthor.

## En otros medios

### Televisión
- Kendra Saunders / Chica Halcón aparece en la serie web animada DC Super Hero Girls y en el especial de televisión animado DC Super Hero High, con la voz de Nika Futterman. Esta versión es la monitora del pasillo de Super Hero High, es miembro del club de detectives de la escuela, tiene el cabello castaño con mechas rubias y empuña una maza Nth Metal.
- Kendra Saunders / Chica Halcón aparece en un set de medios de acción en vivo en Arrowverso, interpretada por Ciara Renée.[59] De manera similar a la encarnación de Chica Halcón en Shiera Sanders Hall, esta versión de Saunders es la reencarnación de la sacerdotisa egipcia Chay-Ara, quien fue asesinada por Hath-Set junto a su amante, el Príncipe Khufu, y lanzó un hechizo para permitir que ella y su amante de vivir para siempre a través de la reencarnación.
  - Saunders aparece por primera vez como un personaje recurrente en la serie de televisión The Flash. Después de llegar a Central City y convertirse en barista, sale brevemente conCisco Ramon.
  - En el evento cruzado de Arrowverso, "Heroes Join Forces", Saunders es perseguido por Hath-Set, ahora el inmortal Vándalo Salvaje, y se encuentra con la reencarnación del Príncipe Khufu, Carter Hall / Hombre Halcón. También descubre su herencia, su vida pasada como Chay-Ara y sus poderes como Chica Halcón. Uniendo fuerzas con Ramón, Hall, Flash, Green Arrow y sus aliados, Saunders desbloquea sus poderes y trabaja con ellos para derrotar a Savage. A pesar de enterarse de su destino con Carter, Kendra sigue siendo afectuosa con Ramón.
  - Saunders también aparece en la serie de televisión Legends of Tomorrow,[60] en la que ella y Hall se unen a las Leyendas para derrotar a una futura versión de Savage. En el camino, el equipo descubre que solo Saunders puede matar a Savage usando la daga que sostenía como Chay-Ara cuando murió originalmente. En el transcurso de la serie, ella pierde a Hall, pero desarrolla una nueva relación con Ray Palmer, que se complica cuando quedan varados temporalmente en la década de 1950 y se hacen pasar por una pareja casada a pesar de las tensiones de una pareja interracial en esa época. así como las complejidades de su "relación" con Carter. Después de reunirse con una de las reencarnaciones de Hall, mata con éxito a Savage antes de que ella y Hall dejen las Leyendas para estar juntos.
- Kendra Saunders apareció en el cortometraje de acción real Cooped Up, interpretada nuevamente por Ciara Renée.[61][62]

### Película
- Hawkgirl aparece en la fiesta de aniversario de la Liga de la Justicia en The Lego Batman Movie.
- Hawkgirl apareció en DC Super Hero Girls: Héroe del Año, Kendra es una de las estudiantes que ha sido nominada a la ceremonia anual de Hero of the Year y compite por el primer premio, pero la ceremonia toma un turno cuando Dark Opal apunta a los héroes y les roba sus valiosas posesiones. Después de asociarse con Chico Bestia, Hawkgirl hace todo lo posible para ayudarlo a convertirse en un mejor héroe. Una noche, el enésimo cinturón de metal que le otorga poderes voladores es robado por las sombras de Eclipso, que quiere usarlo para crear un arma. Esto no la detiene para defender la escuela, y finalmente recupera su cinturón. Nika Futterman vuelve a interpretar su papel de Hawkgirl en esta película.
- Hawkgirl aparece en DC Super Hero Girls: Juegos Intergalácticos, entrenando para los Juegos Intergalácticos, aunque no se la muestra compitiendo después. Ella está en la fiesta de apertura y participa en la pelea de comida. Ella se une a la batalla contra el ejército de Lena Luthor, usando su maza para enfrentarse a los robots.
- Hawkgirl tiene un cameo en Lego DC Super Hero Girls: Brain Drain.
- Hawkgirl aparece en DC Super Hero Girls: Leyendas de Atlantis, con Nika Futterman repitiendo su papel.

### Videojuegos
- Hawkgirl es un personaje jugable en el videojuego Justice League Heroes, con la voz de Collette Whittaker. Puede desbloquearse pagando 70 escudos naranjas en la pantalla del menú. El perfil incluido es el de Kendra. También tiene acceso a las habilidades supersónicas de Canario Negro, en forma de un grito de guerra.
- Hawkgirl es un personaje principal del DLC en DC Universe Online "Dark Nights: Metal Pt. II", se muestra que Kendra Saunders está en Thanagar, donde ayuda al jugador a luchar contra la invasión del Multiverso Oscuro en la Tierra y al mismo tiempo proporciona información importante sobre la historia. Durante el episodio, Hawkgirl se convierte en Lady Blackhawk, una versión malvada de sí misma y el jugador debe derrotarla y liberarla de la infección de Batman Who Laughs.

## Ediciones recopiladas
| Título                    | Material recogido                             | Fecha de publicación | ISBN                   |
| ------------------------- | --------------------------------------------- | -------------------- | ---------------------- |
| Hawkgirl: The Maw         | Hawkgirl Vol. 1 #50-56                        | Abril de 2007        | ISBN 978-1-4012-1246-9 |
| Hawkgirl: Hawkman Returns | Hawkgirl Vol. 1 #57-60 JSA: Classified #21-22 | Noviembre de 2007    | ISBN 978-1-4012-1488-3 |
| Hawkgirl: Hath-Set        | Hawkgirl Vol. 1 #61-66                        | Marzo de 2008        | ISBN 978-1-4012-1488-3 |